# Miroslav Šatan
Miroslav Šatan,  född 22 oktober 1974 i Topoľčany, Tjeckoslovakien, nu Slovakien, är en slovakisk före detta professionell ishockeyspelare. Han spelade säsongen 2008–09 för Pittsburgh Penguins i NHL där han var med och vann Stanley Cup. Hans NHL-karriär tog sin början säsongen 1995–96 då han representerade Edmonton Oilers. Han har även spelat för Buffalo Sabres, New York Islanders och Boston Bruins. Han var med och tog Slovakiens första VM-guld 2002 i Göteborg, Sverige. Han vann även VM:s skytteliga samma år.
Under NHL-lockouten 2004–05 spelade Šatan för HC Slovan Bratislava i Extraliga.
I juni 2019 valdes han till ordförande för Slovakiens ishockeyförbund.

## Meriter
- Stanley Cup 2009
- VM-Guld 2002
- VM-Silver 2000
- VM-Brons 2003
- VM-Silver 2012
- All Star Team i VM 2000 och 2002

## Statistik

### Klubbkarriär
| 1991–92                            | HC Topoľčany                       | Slovakien                          | 9     | 2   | 1   | 3   | 6   | —  | —  | —  | —  | —  |
| 1992–93                            | Dukla Trenčín                      | Extraliga                          | 38    | 11  | 6   | 17  | —   | —  | —  | —  | —  | —  |
| 1993–94                            | Dukla Trenčín                      | Extraliga                          | 30    | 32  | 16  | 48  | 16  | 9  | 10 | 6  | 16 | —  |
| 1994–95                            | Cape Breton Oilers                 | AHL                                | 25    | 24  | 16  | 40  | 15  | —  | —  | —  | —  | —  |
| 1994–95                            | Detroit Vipers                     | IHL                                | 8     | 1   | 3   | 4   | 4   | —  | —  | —  | —  | —  |
| 1994–95                            | Detroit Falcons                    | CoHL                               | 1     | 0   | 2   | 2   | 2   | —  | —  | —  | —  | —  |
| 1994–95                            | San Diego Gulls                    | IHL                                | 6     | 0   | 2   | 2   | 6   | —  | —  | —  | —  | —  |
| 1995–96                            | Edmonton Oilers                    | NHL                                | 62    | 18  | 17  | 35  | 22  | —  | —  | —  | —  | —  |
| 1996–97                            | Edmonton Oilers                    | NHL                                | 64    | 17  | 11  | 28  | 22  | —  | —  | —  | —  | —  |
| 1996–97                            | Buffalo Sabres                     | NHL                                | 12    | 8   | 2   | 10  | 4   | 7  | 0  | 0  | 0  | 0  |
| 1997–98                            | Buffalo Sabres                     | NHL                                | 79    | 22  | 24  | 46  | 34  | 14 | 5  | 4  | 9  | 4  |
| 1998–99                            | Buffalo Sabres                     | NHL                                | 81    | 40  | 26  | 66  | 44  | 12 | 3  | 5  | 8  | 2  |
| 1999–00                            | Buffalo Sabres                     | NHL                                | 81    | 33  | 34  | 67  | 32  | 5  | 3  | 2  | 5  | 0  |
| 1999–00                            | Dukla Trenčín                      | Extraliga                          | 3     | 2   | 8   | 10  | 2   | —  | —  | —  | —  | —  |
| 2000–01                            | Buffalo Sabres                     | NHL                                | 82    | 29  | 33  | 62  | 36  | 13 | 3  | 10 | 13 | 8  |
| 2001–02                            | Buffalo Sabres                     | NHL                                | 82    | 37  | 36  | 73  | 33  | —  | —  | —  | —  | —  |
| 2002–03                            | Buffalo Sabres                     | NHL                                | 79    | 26  | 49  | 75  | 20  | —  | —  | —  | —  | —  |
| 2003–04                            | Buffalo Sabres                     | NHL                                | 82    | 29  | 28  | 57  | 30  | —  | —  | —  | —  | —  |
| 2003–04                            | Slovan Bratislava                  | Extraliga                          | 7     | 6   | 4   | 10  | 41  | —  | —  | —  | —  | —  |
| 2004–05                            | Slovan Bratislava                  | Extraliga                          | 18    | 11  | 9   | 20  | 14  | 18 | 15 | 8  | 23 | —  |
| 2005–06                            | New York Islanders                 | NHL                                | 82    | 35  | 31  | 66  | 38  | —  | —  | —  | —  | —  |
| 2006–07                            | New York Islanders                 | NHL                                | 81    | 27  | 32  | 59  | 46  | 5  | 1  | 2  | 3  | 0  |
| 2007–08                            | New York Islanders                 | NHL                                | 80    | 16  | 25  | 41  | 39  | —  | —  | —  | —  | —  |
| 2008–09                            | Pittsburgh Penguins                | NHL                                | 65    | 17  | 19  | 36  | 36  | 17 | 1  | 5  | 6  | 11 |
| 2008–09                            | Wilkes-Barre/Scranton Penguins     | AHL                                | 10    | 3   | 6   | 9   | 4   | —  | —  | —  | —  | —  |
| 2009–10                            | Boston Bruins                      | NHL                                | 38    | 9   | 5   | 14  | 12  | 13 | 5  | 5  | 10 | 6  |
| 2010–11                            | Slovan Bratislava                  | Extraliga                          | 10    | 10  | 6   | 16  | 22  | —  | —  | —  | —  | —  |
| 2010–11                            | OHK Dynamo Moskva                  | KHL                                | 6     | 1   | 2   | 3   | 4   | 2  | 0  | 0  | 0  | 0  |
| 2011–12                            | Slovan Bratislava                  | Extraliga                          | 42    | 23  | 29  | 52  | 127 | 12 | 8  | 14 | 22 | 10 |
| 2012–13                            | Slovan Bratislava                  | KHL                                | 21    | 7   | 5   | 12  | 22  | —  | —  | —  | —  | —  |
| 2013–14                            | Slovan Bratislava                  | KHL                                | 23    | 9   | 3   | 12  | 8   | —  | —  | —  | —  | —  |
| NHL totalt                         | NHL totalt                         | NHL totalt                         | 1,050 | 363 | 372 | 735 | 464 | 86 | 21 | 33 | 54 | 41 |
| KHL totalt                         | KHL totalt                         | KHL totalt                         | 50    | 17  | 10  | 27  | 34  | 2  | 0  | 0  | 0  | 0  |
| Tjeckoslovakien + Slovakien totalt | Tjeckoslovakien + Slovakien totalt | Tjeckoslovakien + Slovakien totalt | 105   | 72  | 51  | 123 | 57  | —  | —  | —  | —  | —  |

### Fotnoter
1. ↑  Daniel Etchells (29 juni 2019). ”Slovak Ice Hockey Federation elects new President” (på engelska). Inside the Games. https://www.insidethegames.biz/articles/1081375/slovak-ice-hockey-federation-elects-new-president. Läst 30 juni 2019.